# Jean-Pierre-Joseph Mathieu
Ne doit pas être confondu avec Jean-Pierre Mathieu.
Jean-Pierre-Joseph Mathieu, également connu sous le nom de Jean-Pierre Mathieu, né le 17 février 1717 à Fresnes-sur-Escaut et mort dans le même village le 22 septembre 1745, est le troisième fils de Jacques, après Pierre et Christophe, est un des premiers entrepreneurs du charbon français. Il a été directeur particulier des fosses de Fresnes-sur-Escaut, et aide-receveur pour son père. Il a épousé Marie-Joseph Nicodème de qui il a eu une fille, et un fils : Jean-Pierre.

## Biographie
Jean-Pierre-Joseph Mathieu, né à Fresnes-sur-Escaut le 17 février 1717, a été directeur particulier des fosses de ce village, et aide-receveur pour son père. Il meurt à Fresnes-sur-Escaut le 22 septembre 1745.
Il a épousé en secondes noces Marie-Joseph Nicodème, de qui il a eu une fille, Marie-Joseph, mariée à Victor Dépignoy, et un fils posthume, Jean-Pierre, né à Fresnes-sur-Escaut, le 5 mars 1746.